# Mantåg

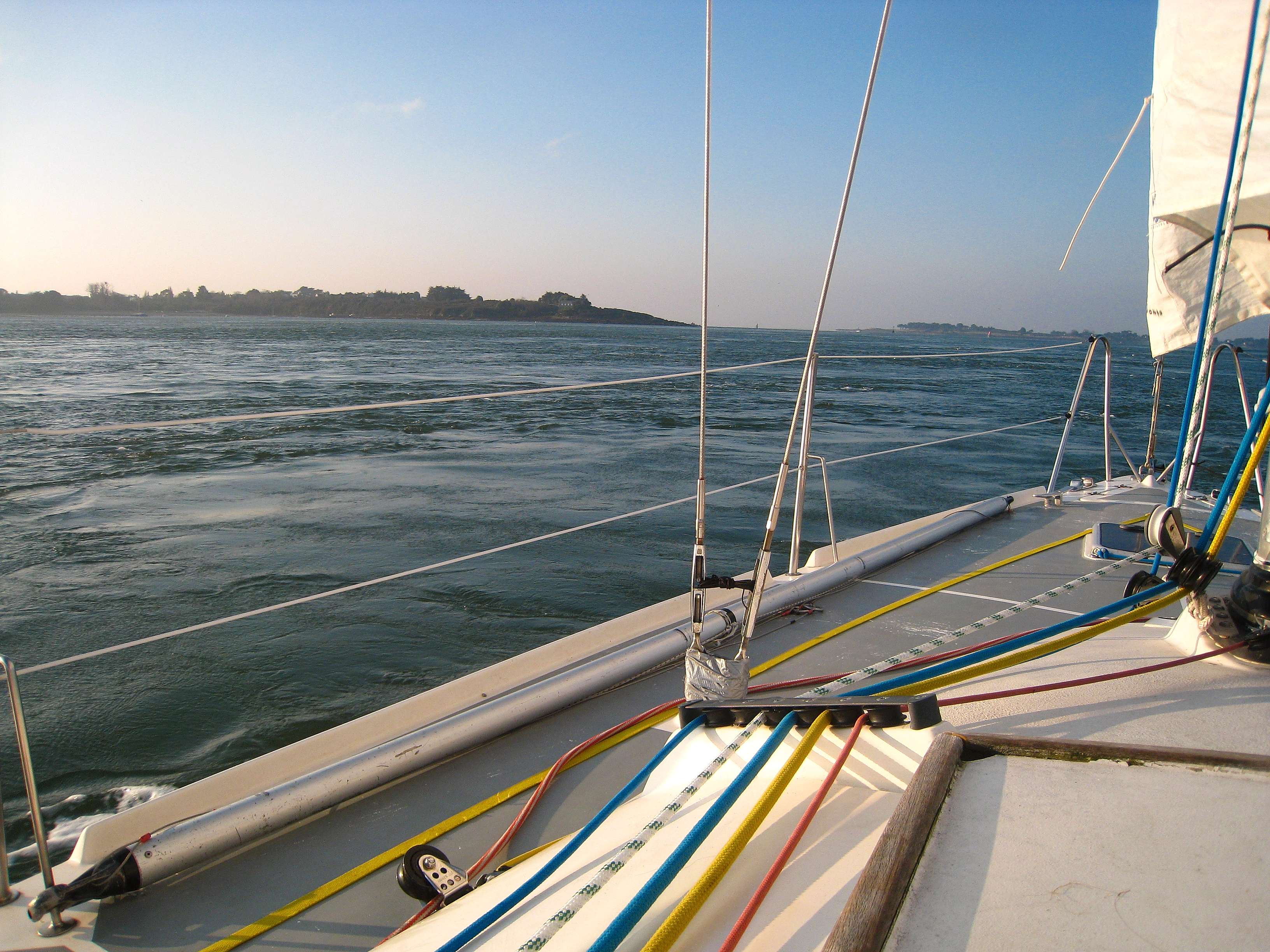
Mantåg på fördäck på en segelbåt

Mantåget på en båt är det tågvirke (lina, rep) eller vajer som är uppsatt längs båtens kanter för att förhindra att ombordvarande vid hårt väder faller över bord eller ner i större luckor. Mantåget är normalt fästat i mantågsstöttor som är förankrade i båtens däck.